# Carlito's Way (singolo)
Carlito's Way è un singolo del cantautore italiano Tropico, pubblicato il 14 maggio 2021 come secondo estratto dall'album in studio Non esiste amore a Napoli.

## Descrizione
Il titolo del brano trae ispirazione dall'omonimo film cult di Brian De Palma.

## Video musicale
Il video, diretto da Enea Colombi, è stato reso disponibile il 17 maggio 2021 attraverso il canale YouTube del cantautore.

## Tracce
Testi di Davide Petrella, musiche di Rosario Castagnola e Sarah Startuffo.
1. Carlito's Way – 3:30

## Riconoscimenti
- 2022 – Videoclip Italia Awards[3]
  - Miglior videoclip pop
  - Candidatura alla migliore fotografia